# Tranvia Waterfront
La tranvia Waterfront (in inglese Waterfront Streetcar, IPA: [ˈwɔtərˌfrʌnt ˈstritˌkɑr]) era una tranvia esercitata con vetture storiche attiva nella città di Seattle, nello Stato di Washington, tra il 1982 e il 2005.

## Storia
La prima linea tranviaria moderna di Seattle, la Waterfront, venne inaugurata il 29 maggio del 1982. La linea percorreva 2,6 km lungo Alaskan Way fino al lungomare di Elliott Bay, dal quale prendeva il nome (waterfront). Le prime due vetture vennero acquistate da George Benson, membro del consiglio comunale cittadino, dalla città di Melbourne. Altre due vetture vennero acquistate, sempre dalla città di Melbourne, tra il 1990 ed il 1993. Tutte le vetture erano state costruite alla fine degli anni trenta. Nel 1990 la linea venne allungata di circa mezzo chilometro per collegare il distretto internazionale. Il 19 novembre 2005 il deposito venne demolito per far posto all'Olympic Sculpture Park, senza deposito il servizio venne cessato, furono avanzate proposte di costruzione di un nuovo deposito in un'altra area ma tutti i progetti vennero cestinati. Nel 2007, a due anni dalla chiusura del servizio, la linea venne inserita, dalla National Geographic Society, nella lista delle 10 più importanti linee tramviarie. Al momento non sono attivi progetti per il ripristino della linea, ma l'attuale sindaco di Seattle Mike McGinn ha suggerito di riconsiderare la riattivazione.

## Percorso e stazioni
La linea procedeva principalmente da Nord a Sud di fianco alla Alaskan Way su un binario abbandonato della linea ferroviaria della Burlington Northern and Santa Fe Railway. La linea inizialmente terminava a Broad Street, ma a causa della costruzione del parco Olympic Sculpture, che causò la chiusura del servizio, vennero eliminati il deposito e l'ultima fermata del tragitto. Attualmente l'ultima fermata si trova a Vine Street, che rimarrebbe tale anche nel caso si riattivasse il servizio. In ogni caso, la linea si estende ancora fino a Broad Street permettendo, nel caso di una futura riattivazione, la possibilità di posizionare una fermata a poca distanza dalla vecchia stazione eliminata all'agolo tra Broad Street e Alaskan Way.
| Waterfront Streetcar |                        |                                       | |
| Jackson Street       | International District | S. Jackson Street e Fifth Avenue S.   | Connessione con la galleria Downtown Seattle Transit e la stazione di King Street. Serviti: Qwest Field, Safeco Field, Uwajimaya                                                                              |
| Occidental Park      | Pioneer Square         | S. Main Street e Occidental Avenue S. | Serviti: Pioneer Square, Seattle e il parco storico Klondike Gold Rush National |
| Washington Street    | Lungomare              | Washington Street e Alaskan Way       | Connessione con il traghetto verso Vashon Island. Servite Pioneer Square, Central Waterfront, Harbor Entrance Pergola                                                                                         |
| Madison Street       | Lungomare              | Madison Street e Alaskan Way          | Connessione con i traghetti di Colman Dock (verso Bainbridge Island e Bremerton), West Seattle Water Taxi |
| University Street    | Lungomare              | University Street e Alaskan Way       | Serviti: il parco Waterfront, Bay Pavilion, Harbor Steps, il museo d'arte di Seattle, Downtown Seattle |
| Pike Street          | Lungomare              | Pike Street e Alaskan Way             | Serviti: l'aquario di Seattle, Pike Hillclimb ed il mercato di Pike Place |
| Bell Street          | Lungomare              | Bell Street e Alaskan Way             | Serviti: Belltown e Bell Street Pier |
| Vine Street          | Lungomare              | Vine Street e Alaskan Way             | Serviti: il Porto di Seattle, Victoria Clipper, The Edgewater, l'Istituto d'arte di Seattle, Real Networks |
| Broad Street         | Lungomare              | Broad Street e Alaskan Way            | Serviti: il parco di Myrtle Edwards e il centro di Seattle. Nota: Questa stazione è stata demolita insieme al deposito per la costruzione del parco Olympic Sculpture che ha causato la chiusura della linea. |
| Fine della linea     |                        |                                       | |

Tutte le stazioni (ad eccezione delle stazioni Occidental Park e Jackson Street) lungo la Alaskan Way erano in origine dipinte di marrone all'apertura del servizio. Nel 2004, tutte queste stazioni sono state ridipinte blu scuro e refurbished. Le stazioni Occidental Park e Jackson furono progettate per riflettere l'architettura circostante quando la linea venne estesa nel 1990. La stazione Jackson Street ricalca lo stile asiatico delle pagode mentre la stazione Occidental park ha uno stile vintage.